# Aard el Borj
Aard el Borj este un munte din sudul Libanului. Are o altitudine de 671 de metri.